# Elkhart, Kansas
Elkhart är en stad i den amerikanska delstaten Kansas med en yta av 4,8 km² och en folkmängd som uppgår till 2 233 invånare (2000). Elkhart är administrativ huvudort i Morton County.